# Conjectura de Birch e Swinnerton-Dyer
A conjectura de Birch e Swinerton-Dyer foi enunciada em 1965 e estabelece uma condição para que uma curva algébrica plana, f(x,y) = 0, definida sobre os racionais — isto é, com os argumentos x,y∈ℚ—, tenha infinitos pontos racionais —isto é, (x,y) solução de f(x,y) = 0, com x,y∈ℚ—, como por exemplo a circunferência.

## Consequências da citada conjectura
A Conjectura de Birch-Swinnerton-Dyer está relacionada a outros dois problemas diofantinos famosos: o famoso problema fermatiano e a chamada Conjectura ABC [criada por David Masser e Joseph Oesterlé, em 1985].
Uma consequência da conjectura citada é a existência de um algoritmo para decidir se um dado número "n" é congruente ou não.